# Neil Gorsuch
Neil McGill Gorsuch (ur. 29 sierpnia 1967 w Denver) – amerykański prawnik, sędzia Sądu Najwyższego Stanów Zjednoczonych od 2017.

## Życiorys
Wykształcenie prawnicze uzyskał kształcąc się w elitarnych szkołach: jest absolwentem Uniwersytetu Columbia, Harvardu i uniwersytetu w Oksfordzie.
W 2006 został mianowany przez prezydenta Busha na stanowisko sędziego w federalnym sądzie apelacyjnym dla 10. okręgu (obejmuje stany: Utah, Wyoming, Kolorado, Nowy Meksyk, Kansas i Oklahoma. Senat zatwierdził go bez żadnego głosu sprzeciwu.
31 stycznia 2017 prezydent Donald Trump nominował go na stanowisko sędziego Sądu Najwyższego Stanów Zjednoczonych na miejsce opuszczone po śmierci sędziego Scalii, na które prezydent Barack Obama mianował bezskutecznie sędziego Merricka Garlanda. Nazwisko Gorsucha widniało już na wcześniejszej liście sędziów, spośród których Trump obiecywał wybrać nowego sędziego Sądu Najwyższego. 7 kwietnia 2017 Senat stosunkiem głosów 54-45 zatwierdził jego nominację do Sądu Najwyższego USA. Złożył ślubowanie 10 kwietnia 2017, przyjął je sędzia Anthony Kennedy.

## Życie prywatne
Ma żonę Louise i dwie córki: Emmę i Belindę.